# Metrodóros z Lampsaku (mladší)

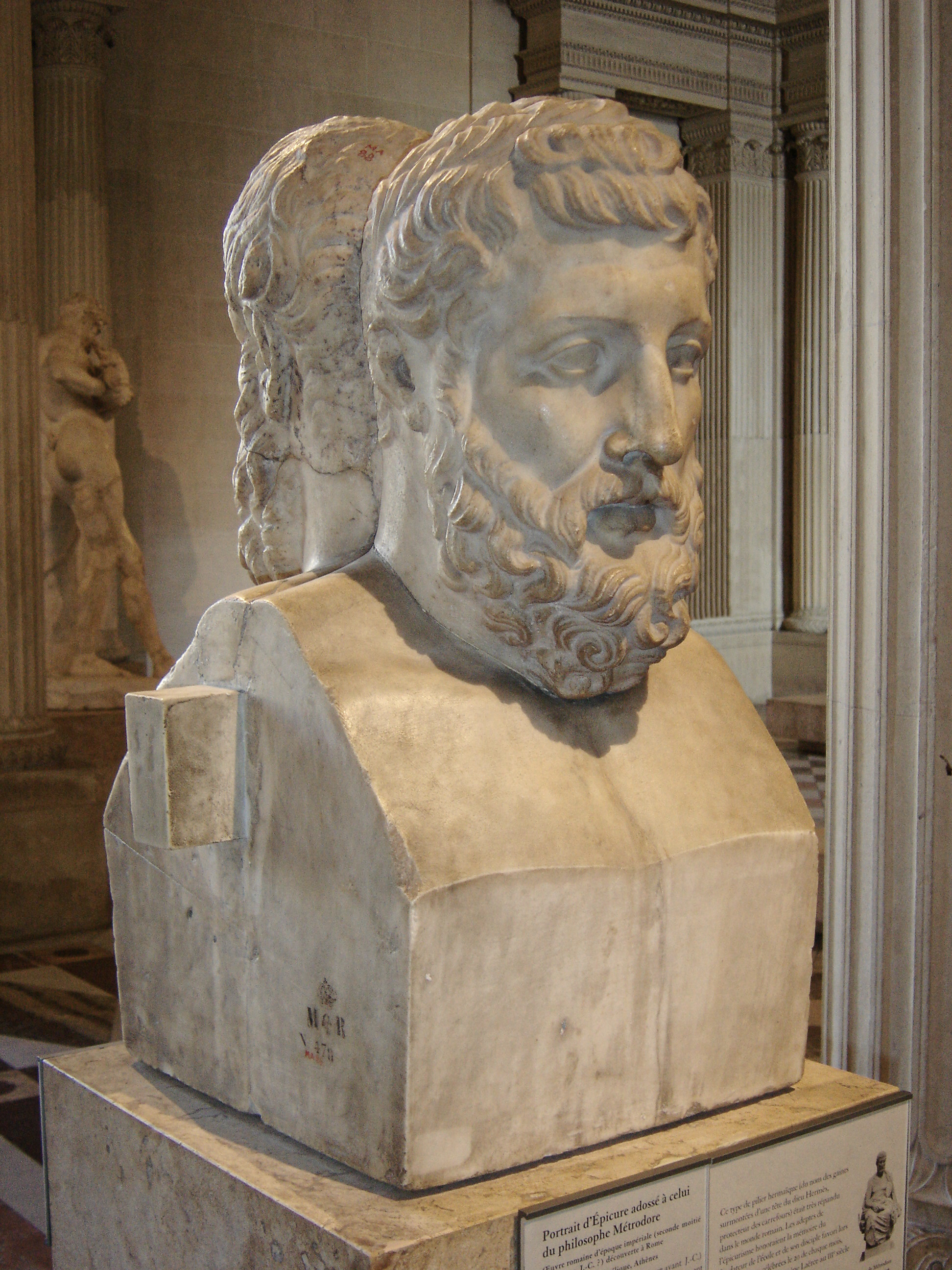
Busta typu hermovky; na jedné straně tvář Metrodóra z Lampsaku, na opačné straně tvář Epikúra (Louvre)

Metrodóros z Lampsaku (řec. Μητρόδωρος ο Λαμψακηνός, Mētrodōros o Lampsakēnos; 331/330 př. n. l. Lampsakos – 278/277 př. n. l. Athény) byl starořecký filozof, žák Epikúra, jeden z prvních představitelů epikurejské školy.

## Život
Metrodóros se narodil ve starobylém řeckém přístavním městě Lampsakos (sever nynějšího Turecka na břehu Hellespontu). Jeho otec se jmenoval Athenaios nebo Timokratés, matka se jmenovala Sande. V Lampsaku se sblížil s Epikúrem, jenž byl asi o deset let starší; stal se jeho žákem a provázel ho i do Athén. Byl jedním z nejvýznamnějších členů Epikurovy školy („Zahrady"). Epikúros si ho mimořádně vážil, svěřil mu správu hospodářství a oslavil ho ve spisu Metrodóros o pěti knihách.
Metrodórovou souložnicí se stala vzdělaná hetéra Leontion, která prý byla předtím i milenkou Epikúrovou. Metrodóros měl bratra Timokrata, který byl původně též žákem Epikúrovým. Timokratés však Epikúrovu školu opustil a ostře se obracel proti svému učiteli.  Metrodóros zemřel sedm let před Epikúrem a zanechal po sobě syna a dceru. Epikúros ve své závěti pamatoval na zaopatření těchto Metrodórových dětí.
Epikurejci měli ve veliké vážnosti zakladatele svého učení i jeho nejmilejšího žáka. Dvacátý den každého měsíce byl v Zahradě vyhrazen oslavě památky Epikúrovy a Metrodórovy. V pařížském Louvru je socha, zobrazující přátelství obou filozofů: jedna tvář je Epikúrova, druhá na opačné straně, s ní spojená, je Metrodórova.

## Filozofie
Metrodóros byl stoupencem epikurejské filozofie založené na senzualistické teorii poznání a materialistické metafyzice, která popírala nesmrtelnost duše. V etice byla za nejvyšší cíl člověka považována slast. Uvážlivou volbou požitků a rozumovým sebeovládáním usiluje moudrý člověk o ataraxii neboli neotřesitelný klid duše, v němž spočívá blaženost.
Ve svém díle Metrodóros pomáhal rozpracovat a obhajovat filozofii svého mistra. Dochované zlomky mimo jiné zachycují části rozhovorů Metrodóra a Epikúra o otázkách jazyka a teorie poznání. Polemizoval s odpůrci epikureismu, např. se svým bratrem Timokratem, jenž odpadl od epikurejské školy. Kritizoval též Gorgiovu skepsi a Platónův idealismus.

## Spisy
Z Metrodórových knih se zachovalo jen několik fragmentů. Podle Diogena Laertia byl autorem následujících spisů:
- Πρὸς τοὺς ἰατρούς, τρία – Proti lékařům (3 knihy)
- Περὶ αἰσθήσεων – O smyslovém vnímání
- Πρὸς Τιμοκράτην – Proti Timokratovi
- Περὶ μεγαλοψυχίας – O velkodušnosti
- Περὶ τῆς Ἐπικούρου ἀρρωστίας – O nepevném zdraví Epikúrově
- Πρὸς τοὺς διαλεκτικούς – Proti dialektikům
- Πρὸς τοὺς σοφιστάς, ἐννέα – Proti sofistům (9 knih)
- Περὶ τῆς ἐπὶ σοφίαν πορείας – O cestě k moudrosti
- Περὶ τῆς μεταβολῆς – O změně
- Περὶ πλούτου – O bohatství
- Πρὸς Δημόκριτον – Proti Démokritovi
- Περὶ εὐγενείας – O urozenosti

## Ukázka z díla
Co jiného je dobro duše než dobrý stav těla a důvěřivá naděje, že potrvá?
***
K žaludku, badateli o přírodě Timokrate, k žaludku obrací rozum, řídě se přírodou, všechno své snažení.
***
Nikterak není třeba pečovat o spásu Helénů a dát se od nich věnčiti za moudrost, ale je třeba jíst a pít víno, Timokrate, pokud to neškodí žaludku a pokud je nám to příjemné.
***
Zmařil jsem tvé plány, štěstěno, a zahradil jsem ti všechen postranní přístup ke mně. A ani tobě, ani žádné moci vnějšího světa se nevzdáme. Ale až bude třeba, abychom odtud odešli, s pohrdáním plijíce na život a na ty, kteří na něm zpozdile lpí, odejdeme ze života s vítězným chvalozpěvem, hlásajíce, že jsme dobře žili.
Metrodóros z Lampsaku